# Argyrophora trofonia
Argyrophora trofonia là một loài bướm đêm trong họ Geometridae.